# والتر بنیتز (بازیکن فوتبال)
والتر بنیتز (اسپانیایی: Walter Benítez‎؛ زادهٔ ۱۹ ژانویهٔ ۱۹۹۳) بازیکن فوتبال اهل آرژانتین است.

## باشگاهی
از باشگاه‌هایی که در آن بازی کرده‌است می‌توان به باشگاه فوتبال نیس اشاره کرد.

## تیم ملی
وی همچنین در زیر ۲۰ سال آرژانتین بازی کرده‌است.